# Adriaan Gilles Camper
Adriaan Gilles Camper (Amsterdam, 31 maart 1759 – 's-Gravenhage, 5 februari 1820) was een Nederlands bestuurder en politicus.
Adriaan Gilles Camper was de derde zoon van hoogleraar, arts en later lid van de Raad van State Petrus Camper en Johanna Bourboom. Zijn vader doceerde hem thuis in de wis- en natuurkunde, natuurlijke historie en moderne en klassieke talen. Omstreeks 1776 en 1780 volgde hij teken- en schilderles in Amsterdam. Daarna studeerde hij van 1773 tot 1776 aan de Hogeschool van Franeker en studeerde hij enige jaren (zonder afrondende graad) Romeins en hedendaags recht aan de Hogeschool te Leiden. Adriaan vergezelde zijn vader op buitenlandse reizen en trad op als zijn assistent bij ontleedkundig onderzoek.
Na in Brabant drossaard te zijn geweest, kreeg hij bestuursfuncties in Friesland en werd hij onderwijsinspecteur. In 1814 maakte hij deel uit van de Vergadering van Notabelen om de oprichting van een Koninkrijk te bespreken (hij was voorzitter van de vijfde afdeling), en in 1819 werd hij door de Friese Staten gekozen tot lid van de Tweede Kamer der Staten-Generaal; waarna hij spoedig zou overlijden. In zijn korte periode in de landelijke politiek was hij regeringsgezind. In 1814 bedankte hij voor het lidmaatschap van de Provinciale Staten van Friesland, en later ook voor de functie van rector aan de Hogeschool te Groningen.
Camper werd in 1807 benoemd tot ridder in de Orde van de Unie en in 1812 tot ridder in de Orde van de Reünie. Hij was lid van de volgende genootschappen:
- Koninklijk Nederlandsch Instituut
- Philosophical Society te Philadelphia
- Academia Caesarea Leopoldino-Carolinae Naturae Curiosorum
- correspondent bij de Societé Philomatique te Parijs
- Koninklijke Maatschappij der Wetenschappen (1801)
- lid eerste klasse Koninklijk Instituut van Wetenschappen (1808)

In 1794 trouwde Camper met Theodora Aurelia van Limburg Stirum, met wie hij een zoon en vier dochters kreeg.